# Penstemon baccharifolius
Penstemon baccharifolius är en grobladsväxtart som beskrevs av William Jackson Hooker. Penstemon baccharifolius ingår i släktet penstemoner, och familjen grobladsväxter. Inga underarter finns listade i Catalogue of Life.